# برسوم يبحث عن وظيفة (فلم)
برسوم يبحث عن وظيفة فيلم مصري من إنتاج عام 1923، ويعتبر أول فيلم روائي مصري صامت في تاريخ السينما المصرية وثاني فيلم صوّر على مستوى إفريقيا بعد تونس بي فيلم زهرة من إنتاج عام 1922 ، أخرجه وصوره وأنتجه رائد السينما المصرية محمد بيومي.

## قصة الفيلم
فيلم كوميدي اجتماعي قصير تدور أحداثه بين الترابط بين المسلمين والمسحيين حيث صديقين أحدهم مسلم ويدعى الشيخ متولي (بشارة واكيم) و الآخر مسيحي ويدعى برسوم (عادل حميد) والاثنان عاطلان عن العمل، ويعانيان من الجوع، والمنافسة في الحصول على وظيفة في إحدى البنوك. الذي أخطأ مديره عندما دعاهم إلى غذاء سخي بمنزله ظنا منه أنهم من رجال الأعمال الأغنياء، ولكن بعدما علم بحقيقة وضعهم قام بطردهم من منزله .. في ختام الفيلم بينما كان الصديقان مستغرقين في الراحة على إحدى الأرصفة يهضموا وجبتهم تلك، قبض عليهم شرطي!

## بطولة
- بشارة واكيم.
- عادل حميد.
- فيكتوريا كوهين.
- فردوس حسن.
- عبد الحميد زكي.
- محمد يوسف، ابن المخرج (توفي أثناء تصوير الفيلم).
- سيد مصطفى.

## روابط خارجية
- مقالات تستعمل روابط فنية بلا صلة مع ويكي بيانات